# Gare de Dol-de-Bretagne
La gare de Dol-de-Bretagne est une gare ferroviaire française de la ligne de Rennes à Saint-Malo-Saint-Servan et de la ligne de Lison à Lamballe située dans le quartier de la gare, près du centre-ville de Dol-de-Bretagne dans le département d'Ille-et-Vilaine en région Bretagne. Elle est implantée au sud du centre-ville historique au cœur d'un nouveau quartier qui s'est développé à la fin du XIXe siècle. L'avenue de la Gare est aujourd'hui renommée avenue Aristide-Briand.
C'est une gare de la Société nationale des chemins de fer français (SNCF), desservie par le TGV Atlantique et des trains express régionaux de Bretagne (TER Bretagne).

## Situation ferroviaire

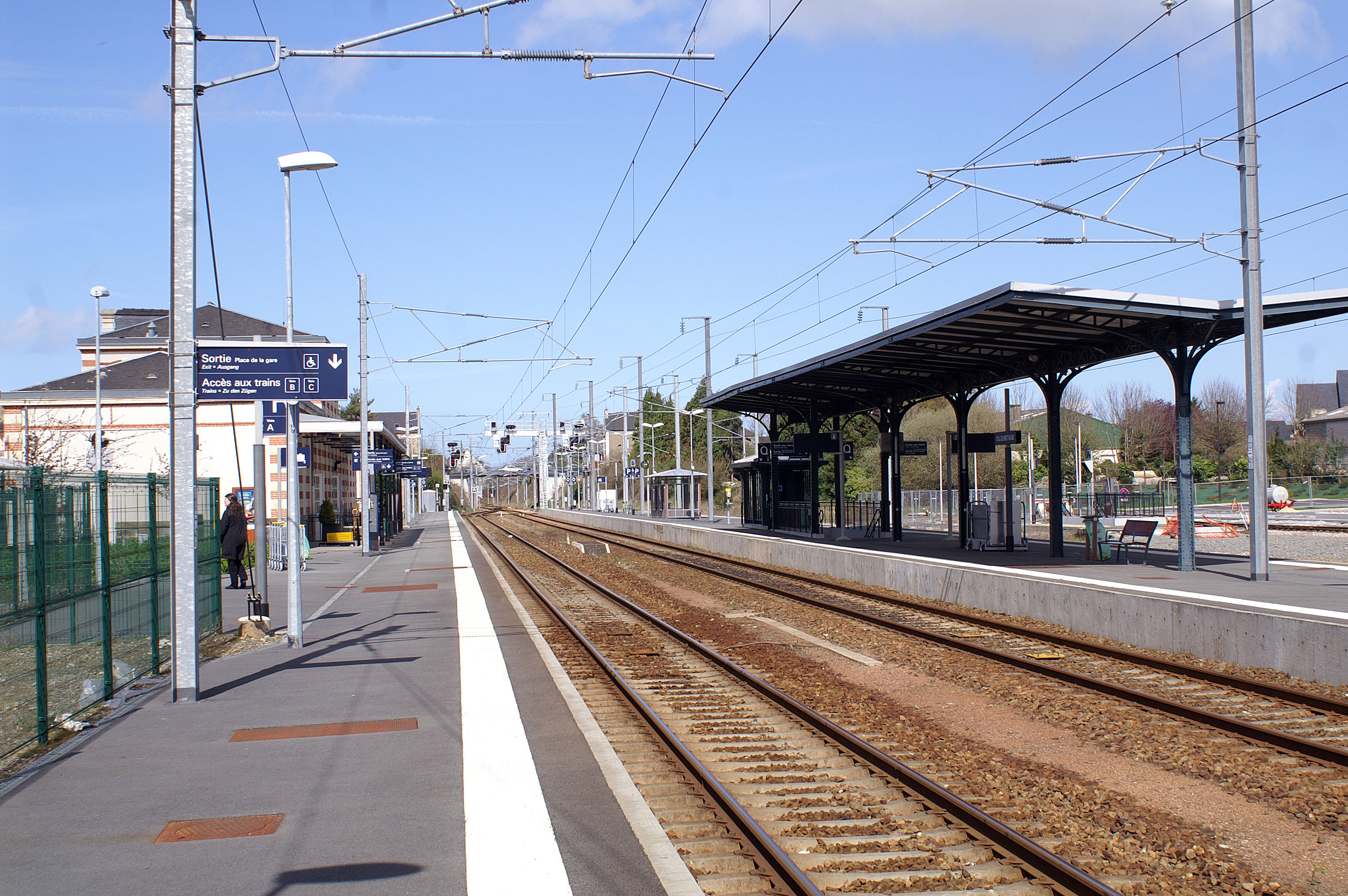
Les quais de la gare vus en direction de Saint-Malo

Établie à 21 m d'altitude, la gare de Dol-de-Bretagne est située au point kilométrique (PK) 431,304 de la ligne de Rennes à Saint-Malo-Saint-Servan, entre les gares de Bonnemain et de La Fresnais. La gare est un nœud ferroviaire : Elle est également située au PK 137,511 de la ligne de Lison à Lamballe, entre les gares ouvertes de Pontorson - Mont-Saint-Michel et de Plerguer. Elle est séparée de Pontorson - Mont-Saint-Michel par les gares aujourd'hui fermées de Pleine-Fougères (cependant ouverte au trafic fret) et de La Boussac et de la gare de Plerguer par celle également fermée de Roz - Landrieux.

## Histoire
La gare est mise en service et inaugurée par la compagnie des chemins de fer de l'Ouest le 27 juin 1864 en même temps que la ligne de Rennes à Saint-Malo-Saint-Servan.
Le 30 décembre 1878, la gare est reliée avec la Normandie voisine avec la mise en service du tronçon d'Avranches à Dol. Le 29 décembre 1879 la ligne de Lison à Lamballe étant achevée, la gare de Dol se retrouve connectée avec Caen et Saint-Brieuc.
Le 4 août 1974, le train Caen-Rennes aborde à 120km/h une courbe limitée à 40km/h et déraille. L'accident fait dix morts, dont le mécanicien et le chef de train. L'action pénale étant éteinte du fait du décès des deux seules personnes susceptibles d'être incriminées, la SNCF, invoquant le secret de l'instruction, laissera accréditer une explication de l'excès de vitesse par un malaise cardiaque du mécanicien maintenant bloqué le cerclo du dispositif de veille automatique (VACMA).  En réalité, du recoupement des témoignages circonstanciés des passagers rescapés et des informations filtrant de l'enquête, il ressort que bien avant le déraillement, le conducteur n'était pas dans un état normal, puisqu'il roulait à une allure excessive pour la ligne et avait dû revenir en arrière après avoir freiné trop tardivement lors de l'arrêt dans des gares précédentes. Son autopsie aurait d'ailleurs révélé une alcoolémie de 3 g/l,.

## Fréquentation
De 2015 à 2023, selon les estimations de la SNCF, la fréquentation annuelle de la gare s'élève aux nombres indiqués dans le tableau ci-dessous.
| Année           | 2015    | 2016    | 2017    | 2018    | 2019    | 2020    | 2021    | 2022    | 2023    |
| --------------- | ------- | ------- | ------- | ------- | ------- | ------- | ------- | ------- | ------- |
| Voyageurs seuls | 394 141 | 379 307 | 404 127 | 380 495 | 427 379 | 295 448 | 384 796 | 543 868 | 605 945 |

## Service des voyageurs

### Accueil
Gare SNCF, elle dispose d'un bâtiment voyageurs avec guichet ouvert tous les jours. Elle est également équipée de distributeurs automatiques de titres de transport TER et de divers services notamment pour les personnes à mobilité réduite. Un parking pour les véhicules est aménagé à proximité.

### Dessertes
Dol-de-Bretagne est desservie par des rames du TGV Atlantique circulant entre Paris-Montparnasse et Saint-Malo, via Rennes.
Elle est aussi une importante gare du réseau TER Bretagne du fait de sa situation de nœud ferroviaire. Elle est desservie par des trains TER Bretagne circulant sur plusieurs lignes de relations : la plus fréquentée ayant la plus grande offre est de Rennes à Saint-Malo ou ayant Dol pour terminus ; les autres relations concernent des trains circulant entre Caen et Rennes, de Dinan à Dol et, pendant la saison estivale la relation entre Saint-Malo et Granville.

### Intermodalité
Un parc pour les vélos et un parking pour les véhicules sont aménagés.

## Fréquentation
| Le graphique qui aurait dû être présenté ici ne peut pas être affiché car il utilise l'ancienne extension Graph, désactivée pour des questions de sécurité. Des indications pour créer un nouveau graphique avec la nouvelle extension Chart sont disponibles ici . |

## Galerie de photos

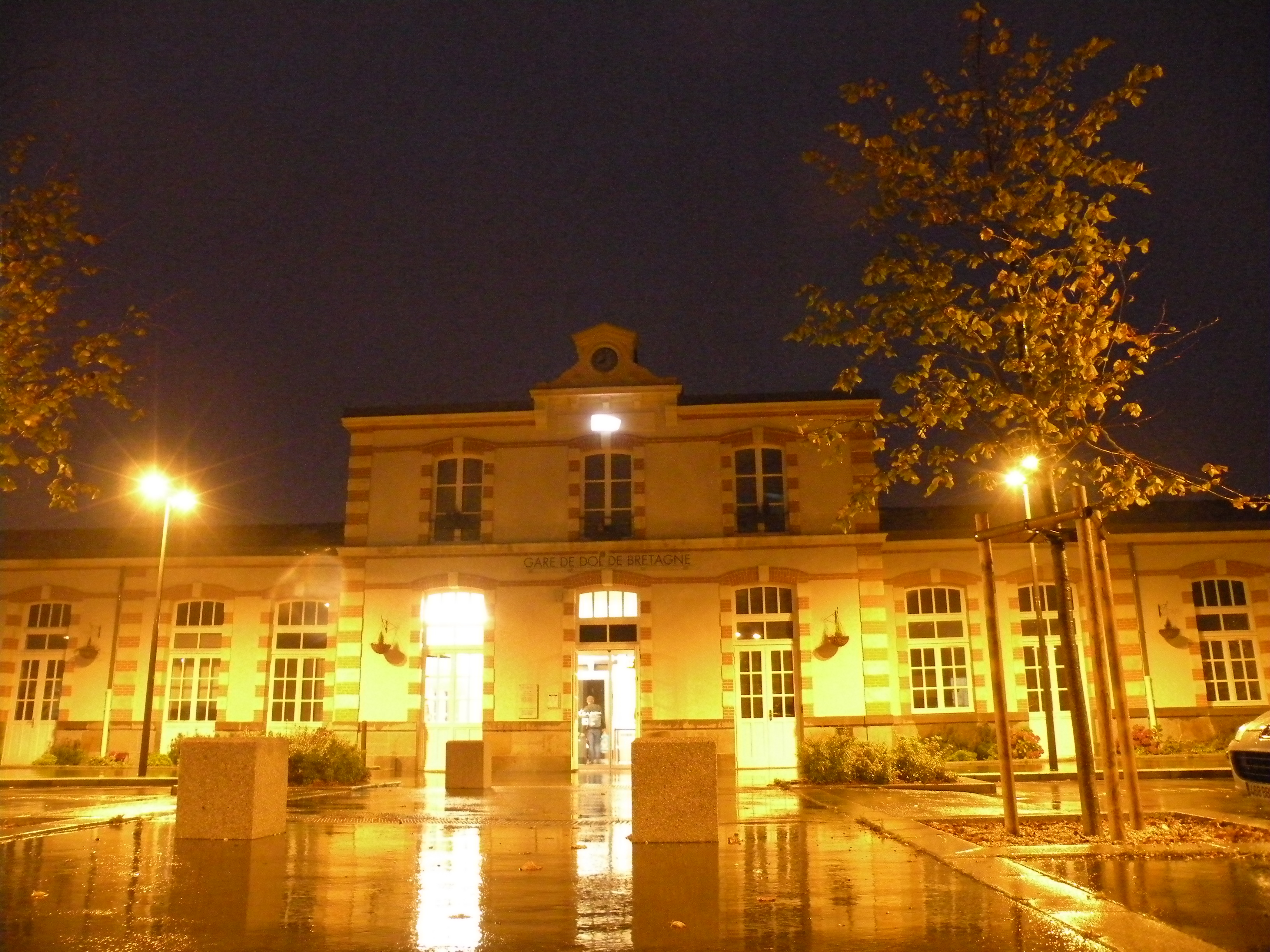
Façade de la gare illuminée la nuit.
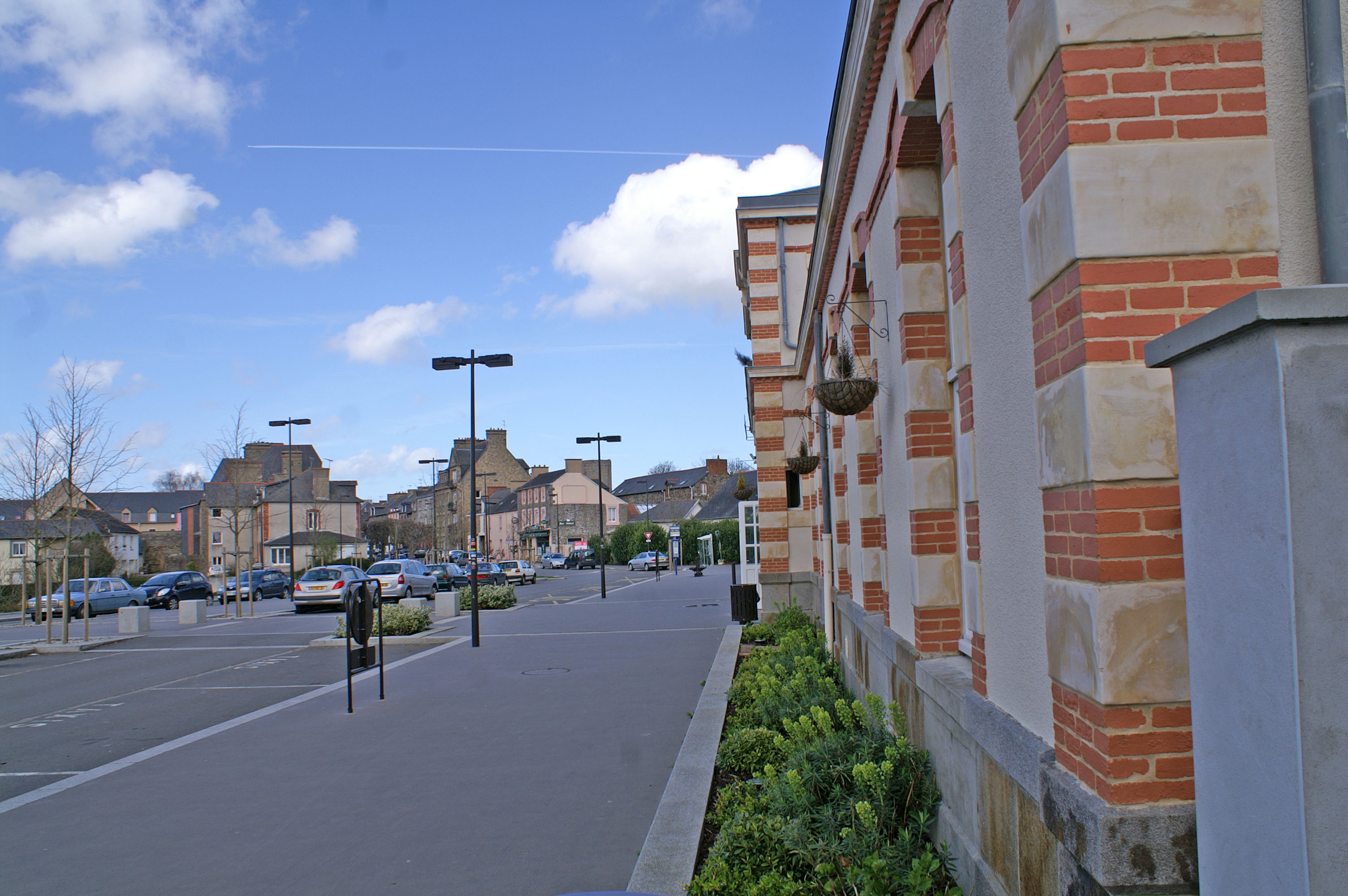
Vue du bâtiment voyageurs et de la place vers la ville.
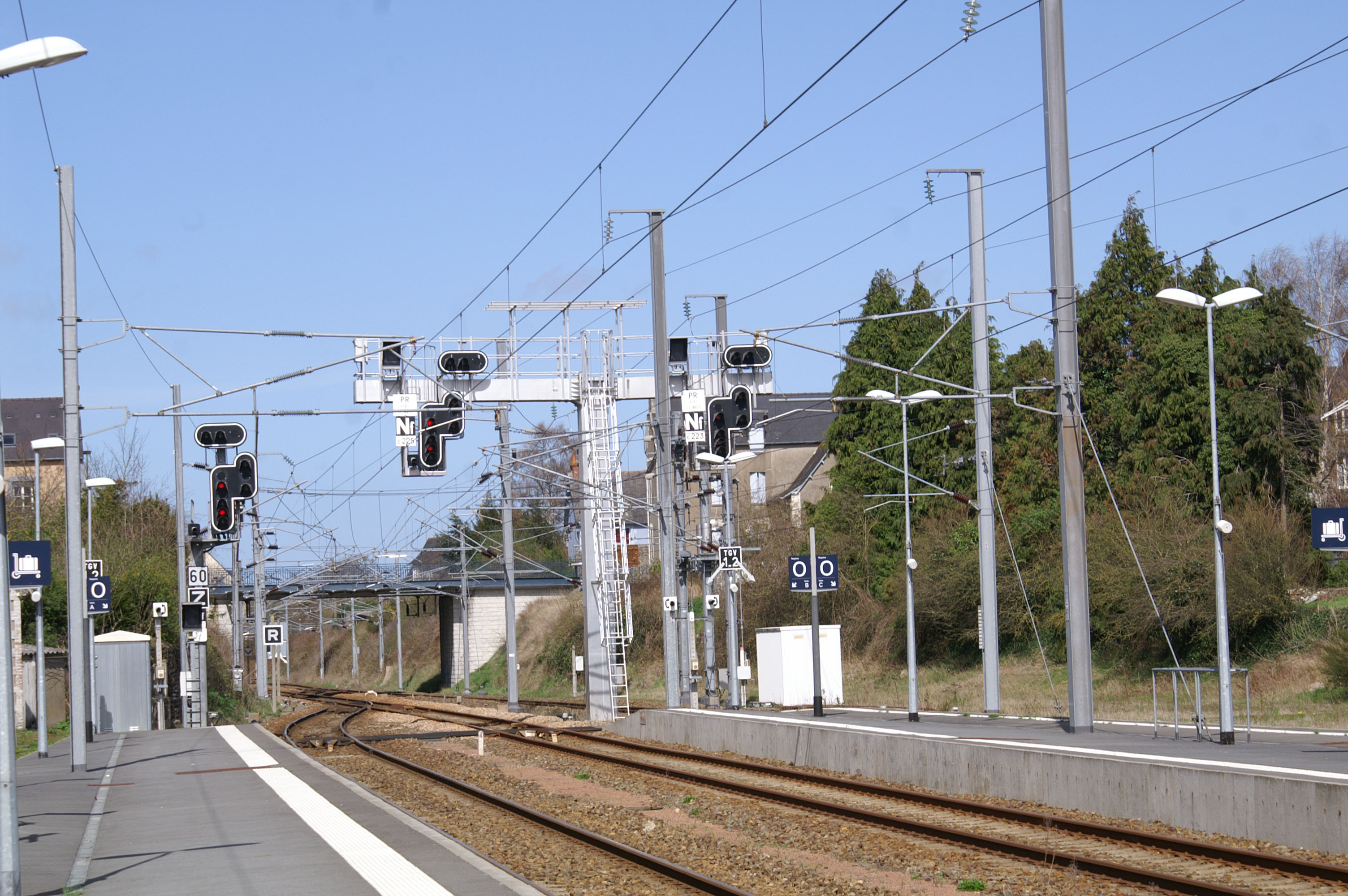
Le bout des quais en direction de Saint-Malo.